# 唐斆
唐斆（1431年—？），字與學，江西吉安府安福縣人，民籍，明朝政治人物。進士出身。

## 生平
早年出身國子生，江西鄉試第十五名。成化十四年（1478年）戊戌科會試第二百二名，殿試登進士第二甲第六名。

## 家族
曾祖父唐芷所。祖父唐志遜。父亲唐堅定。母王氏。永感下。娶劉氏，继娶左氏、周氏。